# Hoštka
Hoštka – miasto w Czechach, w kraju usteckim. W 2017 r. miasto to zamieszkiwało 1728 osób.

## Historia
Pierwszy raz miasto wzmiankowane było w roku 1266. W r. 1406 mieszkańcy dostali prawo swobodnego zarządzania swą miejscowością. Miasto zostało częściowo zniszczone w wyniku wojen husyckich, następnie w wyniku wojny trzydziestoletniej. W latach 20. XIX w. Hoštka liczyła 2 300 mieszkańców, zarówno Czechów jak i Niemców. W rym czasie wybudowano dwie szkoły dla obu narodowości. W roku 1853 miastu przyznano prawa miejskie.  Po I wojnie światowej w miejscowości Czesi byli mniejszością narodową; napięte stosunki między a Czechami a Niemcami utrzymywały się przez całe lata 30. Ponowny rozwój miejscowości rozpoczął się w latach 70. XX w.